# Panorpa insolens
Panorpa insolens är en näbbsländeart som beskrevs av Carpenter 1935. Panorpa insolens ingår i släktet Panorpa och familjen skorpionsländor. Inga underarter finns listade i Catalogue of Life.